# Botryopteridium forense
Botryopteridium forense, jedina vrsta u rodu Botryopteridium. Imenovao ga je Doweld 2001. po tipskom primjerku Renault Cоllection 106; iz gornjeg karbona, faza Donji Stefan (Mus. Nat. d'Hist. Nat. Paris); plodna paprat i kompresijski je fosil.